# Bezirksklasse Ostpreußen 1941/42
De Bezirksklasse Ostpreußen 1941/42 was het negende voetbalkampioenschap van de Bezirksklasse Ostpreußen, het tweede niveau, onder de Gauliga Ostpreußen. Omdat in de andere competities de winnaars zich telkens terugtrokken voor de promotie, mocht vicekampioen MTV Ponarth van Königsberg als tweede club promoveren. 

## Bezirksklasse

### Bezirk Königsberg
SG RSV/Blau-Weiß Heiligenbeil trok zich in januari 1942 terug uit de competitie, alle gespeelde wedstrijden werden geschrapt. De club had twee keer gewonnen, één keer gelijkgespeeld en acht keer verloren. 
| Plaats | Club                                           | Wed.           | W              | G              | V              | Saldo          | Ptn.           |
| ------ | ---------------------------------------------- | -------------- | -------------- | -------------- | -------------- | -------------- | -------------- |
| 1.     | Königsberger STV                               | 12             | 9              | 2              | 1              | 48:14          | 20:04          |
| 2.     | MTV Ponarth                                    | 11             | 8              | 1              | 2              | 60:17          | 17:05          |
| 3.     | WKG der BSG Ferdinand Schichau GmbH Königsberg | 11             | 5              | 2              | 4              | 32:34          | 12:10          |
| 4.     | SV Rasensport-Preußen Königsberg               | 9              | 5              | 0              | 4              | 21:30          | 10:08          |
| 5.     | SV Wacker Königsberg                           | 10             | 3              | 1              | 6              | 19:34          | 07:13          |
| 6.     | Concordia Königsberg                           | 11             | 3              | 1              | 7              | 15:33          | 07:15          |
| 7.     | SpVgg ASCO Königsberg                          | 10             | 0              | 1              | 9              | 15:48          | 01:19          |
| 8.     | HeiligenbeilSG RSV/Blau-Weiß Heiligenbeil      | Teruggetrokken | Teruggetrokken | Teruggetrokken | Teruggetrokken | Teruggetrokken | Teruggetrokken |

|  | Promotie naar Gauliga Ostpreußen 1941/42 |

### Bezirk Tilsit-Memel

#### Groep Memel
| Plaats | Club                | Wed. | W | G | V | Saldo | Ptn.  |
| ------ | ------------------- | ---- | - | - | - | ----- | ----- |
| 1.     | SpVgg Memel         | 6    | 5 | 0 | 1 | 28:10 | 10:02 |
| 2.     | Freya-VfR Memel     | 6    | 4 | 0 | 2 | 25:09 | 08:04 |
| 3.     | Reichsbahn-SG Memel | 6    | 3 | 0 | 3 | 13:16 | 06:06 |
| 4.     | SC Memel            | 6    | 0 | 0 | 6 | 06:37 | 0:12  |

|  | Finale Tilsit-Memel                         |
|  | Terugtrekking uit competitie na dit seizoen |

#### Groep Tilsit
| Plaats | Club                   | Wed. | W | G | V | Saldo | Ptn.  |
| ------ | ---------------------- | ---- | - | - | - | ----- | ----- |
| 1.     | VfB Tilsit             | 4    | 4 | 0 | 0 | 14:03 | 08:00 |
| 2.     | Tilsiter SC            | 3    | 1 | 0 | 2 | 07:08 | 02:04 |
| 3.     | Gehörlosen-TuSV Tilsit | 3    | 0 | 0 | 3 | 07:17 | 0:06  |

|  | Finale Tilsit-Memel                         |
|  | Terugtrekking uit competitie na dit seizoen |

#### Finale
Heen
|               |             |       |            |       |
| 19 april 1942 | SpVgg Memel | 1 – 2 | VfB Tilsit | Memel |
| 19 april 1942 |             |       |            | Memel |

Terug
|               |            |     |             |        |
| 26 april 1942 | VfB Tilsit | 4-4 | SpVgg Memel | Tilsit |
| 26 april 1942 |            |     |             | Tilsit |

VfB Tilsit trok zich na de promotie terug uit de competitie. 

### Bezirk Gumbinnen
Heen
|  |                  |       |                      |            |
|  | SV Insterburg II | 7 – 1 | FC Preußen Gumbinnen | Insterburg |
|  |                  |       |                      | Insterburg |

Terug
|  |                      |       |                  |           |
|  | FC Preußen Gumbinnen | 2 - 2 | SV Insterburg II | Gumbinnen |
|  |                      |       |                  | Gumbinnen |

Aangezien SV Insterburg II niet kon promoveren mocht Preußen Gumbinnen ondanks een nederlaag tegen de kampioen van Allenstein spelen voor verdere promotie. 

### Bezirk Allenstein
| Plaats | Club                     | Wed. | W | G | V | Saldo | Ptn.  |
| ------ | ------------------------ | ---- | - | - | - | ----- | ----- |
| 1.     | Reichsbahn SG Allenstein | 5    | 4 | 0 | 1 | 20:10 | 08:02 |
| 2.     | SV Allenstein            | 2    | 1 | 0 | 1 | 07:06 | 02:02 |
| 3.     | VfL Mohrungen            | 3    | 1 | 0 | 2 | 09:10 | 02:04 |
| 4.     | Viktoria Allenstein      | 2    | 0 | 0 | 2 | 02:12 | 0:04  |

|  | Promotie naar Gauliga Ostpreußen 1940/41 |
|  | Degradatie                               |

### Finale Gumbinnen/Allenstein
|               |                          |       |                      |            |
| 22 maart 1942 | Reichsbahn SG Allenstein | 2 - 0 | FC Preußen Gumbinnen | Königsberg |
| 22 maart 1942 |                          |       |                      | Königsberg |

Na de winst verzaakte de club aan deelname aan de promotie-eindronde waardoor die dit jaar niet plaatsvond.